# Hans Neuwirth
Hans Neuwirth (* 16. Mai 1901 in Joslowitz, Bezirk Znaim, Österreich-Ungarn; † 6. April 1970 in München) war ein sudetendeutscher Politiker (DCSVP/SdP/NSDAP und CSU), Rechtsanwalt und Vertriebenenfunktionär.

## Herkunft, Studium, Tätigkeit als Journalist und Rechtsanwalt
Hans Neuwirth entstammte einer alt eingesessenen katholischen und national gesinnten Familie, sein Vater war Bürgerschullehrer. Einer seiner Vorfahren war der Redemptorist Klemens Maria Hofbauer. Neuwirth absolvierte ein Studium der Rechtswissenschaften an den Universitäten Wien, Kiel und Prag. Während seiner Wiener Studienzeit hörte er Othmar Spann, dessen Vorlesungen sein Interesse weckten. Er engagierte sich im VdST Wien und wurde 1929 zum Dr. jur. promoviert. Zeitweise war er in Prag im Deutschpolitischen Arbeitsamt und für die Arbeitsgemeinschaft der deutschen wirtschaftlichen Verbände tätig. Als Journalist betätigte er sich als Redakteur unter anderem für die Wiener Neuesten Nachrichten in Prag und die Scherlpresse sowie später auch NS-Blättern, wie der Zeitung Der Angriff. So war er Berichterstatter für den Völkischen Beobachter beim Volkssportprozess in Brünn, der 1932 gegen eine paramilitärische und SA-ähnliche Organisation durchgeführt wurde. Zudem war er Hilfsarbeiter bei einem Rechtsanwalt in Nikolsburg. Schließlich ließ er sich als Rechtsanwalt zunächst in Znaim und ab 1934 in Prag nieder. Dort wirkte er für den VDA und trat als Strafverteidiger in politischen Prozessen auf.

## Politische Betätigung in der Ersten Tschechoslowakischen Republik
Politisch betätigte er sich während der Ersten Tschechoslowakischen Republik zunächst bei der Deutschen Christlich-Sozialen Volkspartei, deren Stadtverordneter er 1931 in Nikolsburg wurde. Bei der Partei fungierte er als außenpolitischer Berater und stand in dieser Funktion auch in Kontakt mit den deutschen Reichskanzlern Franz von Papen und Kurt von Schleicher sowie Othmar Spann in Wien. Innerhalb der Partei pflegte er Kontakte mit Erwin Zajicek, nach dem Volkssportprozess wandte er sich jedoch allmählich von der Partei ab. Er wechselte 1935 zur Sudetendeutschen Partei, deren Mitglied er im Prager Abgeordnetenhaus in der von Frühjahr 1935 bis Oktober 1938 war. Während seiner Abgeordnetenzeit gehörte er dem Klubvorstand, dem gemeinsamen parlamentarischen Klub und dem politischen Ausschuss der Hauptleitung der Partei an. Während der sich zuspitzenden Sudetenkrise im Herbst 1938 gehörte er der Verhandlungsdelegation an, die mit tschechoslowakischen Regierungsvertretern über die Zukunft des Sudetenlandes zusammenkam. Auf dem Höhepunkt der Krise wurde er im Zuge der Mobilmachung der tschechoslowakischen Kräfte am 23. September 1938 für zehn Tage in Asch in Haft genommen. Nach dem Münchner Abkommen war er weiterhin als Rechtsanwalt in Prag tätig.

## Hinwendung zum Nationalsozialismus
Nach der Besetzung des tschechischen Rumpfstaates am 15. März 1939 beantragte er am 25. Mai 1939 die Aufnahme in die NSDAP und wurde rückwirkend zum 1. April desselben Jahres aufgenommen (Mitgliedsnummer 7.077.679). In einem Verfahren vor dem Gaugericht Sudetenland musste er sich 1941 wegen des Vorwurfs, „er habe sich 1935 während der innerparteilichen Auseinandersetzungen zwischen dem nationalsozialistischen Aufbruchkreis und den Spannanhängern auf die Seite des sogenannten Kameradschaftsbundes gestellt“, verantworten, wurde aber freigesprochen. Des Weiteren war er wohl auch aufgrund seiner früheren Kontakte zu tschechoslowakischen Regierungsvertretern verdächtig.
Von Anfang April 1942 bis zum Ende des Zweiten Weltkrieges gehörte er dem Vorstand der arisierten Montan- und Industrialwerke AG in Unter Reichenau an, deren Generaldirektor er auch war. Kurz vor Kriegsende versuchte er erfolglos, das Werk mittels Generalvollmacht ihm bekannten Tschechen zu übereignen. Als nach Kriegsende Tschechen ins Werk kamen, soll er sich als ehemaliger tschechischer Abgeordneter vorgestellt haben. Er soll eine rote Armbinde angelegt haben und soll „Kommunist ehrenhalber“ gewesen sein.

## Haft, Entlassung nach Bayern, Vertriebenenfunktionär
Neuwirth wurde jedoch noch im Mai 1945 durch tschechische Partisanen festgenommen und nach Zentralböhmen verschleppt. Danach war er im Gefängnis Pankrác inhaftiert. Durch ein Volksgericht wurde er zu 17 Jahren Zwangsarbeit verurteilt, die er hauptsächlich in den Joachimsthaler Urangruben ableisten musste. Vorzeitig 1956 entlassen, zog er nach Bayern. Seine Familie fand er in Waldkraiburg, wo seine Ehefrau als Arbeiterin beschäftigt war. In München übernahm er die Geschäftsführung des Collegium Carolinum und wurde schließlich wieder als Rechtsanwalt tätig. Er gehörte der Bundesversammlung der Sudetendeutschen Landsmannschaft, dem Sudetendeutschen Rat sowie dem Witikobund an.

## CSU-Funktionär und Presseskandal
Ab 1957 engagierte sich der Vertriebenenfunktionär bei der CSU und wurde Vorstandsmitglied der Union der Vertriebenen in der CSU. Er trat erfolglos zur Landtagswahl in Bayern 1962 an. Im Herbst 1963 wurde er von Franz Josef Strauß beauftragt, Sympathisanten und Mitglieder von Rechtsparteien für die CSU zu gewinnen. Besondere Aufmerksamkeit erregte ein Kommentar Neuwirths im Bayernkurier mit dem Titel „Gewagte Taktik oder Irrtum“ vom 11. April 1964, in dem er die entspannungspolitische Haltung des Außenministers Gerhard Schröders gegenüber Ostblockstaaten kritisierte und behauptete, dass Schröder „nicht der Repräsentant der Grundhaltung der Mehrheit des deutschen Volkes zu den Fragen der Außenpolitik“ sei. Der Bundeskanzler Ludwig Erhard gab eine Erklärung zur Zurückweisung des Artikels ab und auch Vorsitzende von Landesverbänden der CDU, FDP und SPD standen auf Schröders Seite. Die CSU-Landesleitung sah jedoch keinen Anlass, sich von Neuwirths Kommentar zu distanzieren. Neuwirth selbst fuhr angesichts des Wirbels um seine Person nach Erscheinen des Artikels zur CSU-Landesleitung, wo er sich folgendermaßen äußerte: „Ich bringe euch meinen Kopf, wo ist das Schafott?“.
Nachdem 1967 in der Presse über eine „braune Mafia“ im Umfeld von Strauß berichtet wurde, und in diesem Zusammenhang auch der Name Neuwirth fiel, äußerte sich Strauß am 20. März 1967 im CSU-Landesvorstand folgendermaßen: „Wir alle kennen Neuwirth gut. Der Mann ist krank und arm. Seine politische Bedeutung ist so groß wie sein Einkommen aus der Rechtsanwaltskanzlei. […] Sein Einfluß auf die Spitzengremien der Partei und meine Meinungsbildung ist, bei allem Respekt, den ich vor Neuwirth habe, nicht einmal so hoch wie sein Einkommen, sondern gleich Null.“
Als „Arisierungsspezialist“ wird Neuwirth mit einem Eintrag im Braunbuch der DDR aufgeführt.

## Schriften
- Kampf oder Verständigung? : 2 grundsätzl. Reden bei d. Kundgebg d. Sudetendt. Partei am 17. Feber 1938 im Dt. Hause zu Prag, Karl H. Frank, Karlsbad / Leipzig 1938 (gemeinsam mit Wilhelm Sebekovsky)